# Вернер Розенбаум
Вернер Розенбаум (нім. Werner Rosenbaum, 23 липня 1927 — 27 липня 2008) — німецький хокеїст на траві.
Бронзовий призер Олімпійських Ігор 1956 року, учасник 1952 року.